# SC Sperber Hambourg
Maillots
Le SC Sperber-Hamburg est un club sportif allemand localisé dans le district d’Alsterdorf à Hambourg.

## Histoire
Le club fut créé le 5 juillet 1898 sous l’appellation SC Sperber. Le club fusionna le 27 septembre 1907 avec le FC Saxonia 1906 Hamburg pour former le SC Sperber-Saxonia Hamburg. Le club redevint indépendant de cette fusion en 1909.
Le club joue d'abord ses premiers matchs à l'Exerzierweide.
Durant la Première Guerre mondiale, de 1917 à 1919, le  réalisa une association sportive de guerre (en Allemand: Kriegspielgemeinschaft – KSG) avec le FC St-Georg pour jouer sous la dénomination de KSG Sperber/St-Georg.
En 1919, le SC Sperber réalisa une fusion avec le  Winterhude-Eppendorfer TV 1880 pour former le VfTuRa Hamburg. Cette fusion fut dissoute en 1921.
Lors de la saison 1936-1937, le SC Sperber accéda à la  Gauliga Nordmark. Relégué après deux saisons, le cercle y revint en 1939 pour deux nouvelles saisons.
Pendant la Deuxième Guerre mondiale, le SC Sperber réalisa une nouvelle association sportive de guerre avec le SV St-Georg, 1939 et 1944. Sous l’appellation KSG Sperber/St-Georg, le cercle joua en  Gauliga Hamburg lors de l’exercice 1942-1943. Un an plus tard, le club s’allia avec le Post SG Hamburg, le HSV Barmbek-Uhlenhorst et encore le SV St-Georg pour jouer sous la dénomination KSG Alsterdorf. L’évolution de la guerre interrompit les compétitions de cette saison 1944-1945.
En 1945, le SC Sperber fut dissous par les Alliés, comme tous les clubs et associations allemands (voir Directive n°23). Rapidement  reconstitué, le club reprit les compétitions de manière locale.
Lors de la saison 1956-1957, le SC Sperber-Hamburg fut vice-champion de l’ Amateurliga Hamburg  et participa au tour final pour la montée en Oberliga Nord, mais n’obtint pas la promotion espérée en échoua contre le VfB Lübeck.
Après la création de la Bundesliga, en 1963, le SC Sperber évolua au 3e niveau. En fin 1965, il tenta de monter au niveau 2 mais se retrouva barrer par le Bremer SV, SV Union Salzgitter et le  Heider SV. Le succès attendit le club pour la fin de saison 1965-1966. Un succès après prolongation (3-1) dans la rencontre décisive contre le 1. FC Wolfsburg. Ouvrit les portes de la Regionalliga Nord à Sperber.
Le club joua trois saisons au 2e niveau de la hiérarchie puis redescendit. Il y remonta pour deux saisons entre 1970 et 1972.
Par la suite, le SC Sperber recula dans la hiérarchie des ligues allemandes.

## Sources et liens externes
- Website officiel du SC Sperber-Hamburg
- Hardy Grüne, Vereinslexikon, Agon-Verlag, 2001,  (ISBN 3-89784-147-9).
- Hardy Grüne, Legendäre Fußballvereine Norddeutschland, Agon-Verlag, 2004, S. 112 ff.,  (ISBN 3-89784-223-8).
- Fußball-Lexikon Hamburg, Verlag Die Werkstatt, 2007,  (ISBN 3-89533-477-4).
- Archives des ligues allemandes depuis 1903
- Base de données du football allemand
- Site de la Fédération allemande de football